# Bluemix
IBM Bluemix este un serviciu, platforma ca serviciu (PaaS) pentru sistemele în cloud dezvoltat de IBM. Bazate pe platforma Cloud Foundry, este executat pe infrastructura de calcul SoftLayer. Bluemix suporta mai multe limbaje de programare, inclusiv Java, Node.js, PHP, Swift, Python și Ruby on Rails; de asemenea, poate fi extins pentru a sprijini alte limbi, cum ar fi Scala prin utilizarea buildpack (care este un set de script-uri necesare pentru a pregăti codul de executare pe nor). Datorită abordare a DevOps, serviciul vă permite să compila, executa, publica, și de a gestiona aplicații în domeniul cloud.

## Istoria
Versiunea beta a Bluemix a fost anunțat oficial de către IBM pe 24 februarie 2014 după o lungă perioadă de dezvoltare a durat 18 luni. În iulie 2014, serviciul a fost pus la dispoziția tuturor de pe piață.
În aprilie 2015 Bluemix a inclus o suită de peste 100 de instrumente de dezvoltare de aplicații în cloud și a 83.000 de utilizatori înregistrați numai în India; cu toate acestea, la un an după ce oficialul de marketing, serviciul oferit de IBM a realizat o cotă mică de piață în domeniul platformelor de cloud, în esență, rămase înapoi în raport cu principalii săi concurenți, și anume Microsoft Azure și Amazon Web Services. De asemenea, în luna August a anului 2016, situația a rămas aproape neschimbată.
În luna octombrie 2017 IBM a anuntat fuziunea brandul-ul Bluemix în IBM Cloud.

## Fără server prin intermediul  Apache OpenWhisk
Bluemix include, de asemenea, un serviciu Function as a Service (FaaS), sau un sistem de serverless , construit prin intermediul platformei open source Apache OpenWhisk, pentru care codul sursă original a fost donat de către IBM. Acest sistem, comparabile cu AWS Lambda, poate apela o funcție specifică în răspuns la un eveniment fără ca dezvoltatorul va fi nevoit sa efectueze gestiunea resurselor.